# Groove Armada
Gruv armada (engl. Groove Armada) duet je koji čine Endi Kato (engl. Andy Cato) i Tom Findli (engl. Tom Findlay) iz Engleske. Njihovo sedište se trenutno nalazi u Londonu, gde nastavljaju snimanje i produciranje muzike, kao takođe i gostovanja u poznatim londonskim noćima klubovima i na godišnjim londonskim Lovebox festivalima. 
Grupa je do sada sarađivala sa velikim brojem muzičara raznih žanrova od kojih su najpoznatiji Nena Čeri (engl. Nenah Cherry), di-džej Gram Ma Fank (engl. DJ Gram’Ma Funk), Sofi Barker (engl. Sophie Barker), Nepi Ruts (engl. Nappy Roots), Fudž Dog (engl. Fudge Dog), sanšajn Anderson (engl. Sunshine Anderson), Mitja Buena (engl. Mutya Buena), Žeru D Damaha (engl. Jeru The Damaja) i Riči Hejvens (engl. Richie Havens). Tom Findli je saradnju sa Princom (engl. Prince opisao kao saradnju iz snova iako za sada nemaju nikakvih objavljenih planova na tu temu.
Gruv armada je među muzičkom populacijom verovatno najpoznatija po produciranju muzike koja se može čuti u mnogim reklamnim kampanjama, filmovima i video-igricama.

## Istorija
Gruv armada je prvobitno formirana sredinom devedesetih nakon što su bili predstavljeni od strane "Kato devojaka" (engl. Cato's girlfriends), i ubrzo nakon osnivanja kluba, takođe nazvanog Gruv armada, nakon popularne Diskoteke 70.
Do 1997. izdali su nekoliko singlova, uključujući '4 Tune Cookie' i pesmu koja im je prvi put donela malo slave 'At The River' za koju su korišćeni semplovi iz pesme 'Old Cape Cod' Peti Pejdža koja se pojavila u filmu Umri muski 2 (engl. Die Hard 2). Ova pesma je izrasla u jednu od najpoznatijih pesama Gruv armade i do danas se pojavila na mnogim čilaut (engl. Chill out) kompilacijama.
Njihv prvi album 'Notern Star' (engl. Nothern Star) izdat je 1998. godine. Pratio ga je i drugi album 'Vertigo' izdat 1999, koji je ušao više u mejnstrim (engl. mainstream) vode sa svojim ispoliranim zvukom, i kao takav ušao je u prvih 20 'Britanske top liste' i bio označen kao 'Srebrni album' u Engleskoj.
Na njemu se takođe našla pesma Et d river koja je ranije objavljena kao singl. Album sa remiksima pesama sa Vertiga, nazvan 'Remiksi'(engl. Remixes), izašao je 2000, zajedno sa doprinosom 'Bek tu majn' (engl. Back to mine) seriji.
Njihov sledeći studijski album 'Gudbaj Kantri: Helou Najtklab' (engl. Goodbye Country: Hello Nightclub) izašao je 2001, i kao što i sam naslov govori, predstavljao je pomak sa čilaut zvuka ka bržem ritmu, što je i 'Superstajlin' (engl. Superstylin) singl pokazao svojom nominacijom za Gremi (engl. Grammy). 
2002. sledi jos jedan mix album, ovoga puta za 'Enadr lejt najt' (engl. Another Late Night) seriju. 
Manje od godinu dana posle Goodbye Country, Hello Nightclub objavljuje album 'Lavboks' (engl. Lovebox), koji je sastavljen od raznih muzičkih žanrova i primetno promenjenog tempa. Po svim komentarima, album donosi potpuno novi fank zvuk bendu Gruv armada. Neke pesme su imale dosta rok elemenata, poput 'Mader' (engl. Madder), dok su ostale, poput 'Lavboks' i 'Rimembr' (engl. Remember) bile bliže njihovom tradicionalnom haus zvuku sa vokalima potpuno sačinjenim od semplova sa Sendi Deni (engl. Sandy Denny) pevajući za 'Ferport Konvenšn' (engl. Fairport Convention). Naknadno je na njihovom veb-sajtu objavljena i bonus pesma pod nazivom 'Ferport' (engl. Fairport).
Album sa najvećim hitovima pojavio se 2004. kao poslednje njihovo izdanje za Peper Rekords (engl. Pepper Records), pre poslednjeg studijskog albuma pod nazivom 'Saundboy Rok' (engl. Soundboy Rock) koji je izdat 2007. Označen kao primetni pomak sa multi žanrovske muzike sa prethodnog albuma, izašao je album na kome su se našle pesme 'Get daun' (engl. Get Down), 'Gruv Ekstrakts' (engl. Groove Extracts) koje prate trenutne trendove u tvrdom engleskom haus zvuku, sa elementima rok muzike, kao i singl 'Song for Mutja' (engl. Song 4 Mutya (Out of Control)), koja sadrži vokale bivše pevacice benda Šugarbejbs (engl. Sugarbabes, Mutya Buena) i koja je proglašena za jednu od najboljih pesama 2007. od strane 'Popdžastis' (engl. Popjustice) muzičkog TV vodiča.
Nakon uspešnog hit singla 'Saundboy Rok' (engl. Soundboy Rock), bend u oktobru 2007. izadaje kompilaciju sa svojim najvećim hitovima (engl. Gratest Hits). 
Za deset godina postojanja, u novembru 2007, izdaju novu kompilaciju koja se sastojala iz 2 diska-a pod nazivom 'Deset godina Gruv Armade' (engl. GA10: 10 Year Story). O bendu i njihovoj kompilaciji od 2 diska, komentarisano je kao o novom 'emocionalnom iskustvu' na osnovu izbora pesama i mikseva iz njihove ranije karijere.
Gruv armada su takođe napravili saradnju sa 'Japansim Popzvezdama'(engl. The Japanese Popstars) preko američke izdavačke kuće 'Striktli Ritam' (engl. Strictly Rhythm) i online muzičke prodavnice Bitport (engl. Beatport) u aprilu 2008.
U 2008. Gruv armada je sklopila ugovor sa Bakardijem (engl. Bacardi) radi promovisanja 'i-pija' (engl. EP) koristeći inovativnu platformu za razmenu fajlova zvanu 'Bi Lajv Šer' (engl. B-live Share). Platforma funkcioniše kao viral (pozivajući što više svojih internet prijatelja, omogućujete sebi daunlod (engl. download) ), preko blogova i ostalih medija preko interneta.
Tom Findli je nedavno potvrdio pripremu novog albuma. Za vreme australijske turneje 'Bakardi', Findli je rekao kako će se novi album zvati Blek Lajt (engl. Black Light) i da će to biti jedna tamnija strana Gruv Armade koja napokon dolazi posle 12 godina.

## Diskografija

### Albumi
| Godina | Album                             | Engleska Top lista | Američka top lista elektronske muzike | Australijska top lista |
| ------ | --------------------------------- | ------------------ | ------------------------------------- | ---------------------- |
| 1998   | Northern Star                     | —                  | —                                     | —                      |
| 1999   | Vertigo                           | 23                 | —                                     | 39                     |
| 2000   | The Remixes                       | 68                 | —                                     | —                      |
| 2001   | Goodbye Country (Hello Nightclub) | 5                  | 7                                     | 8                      |
| 2002   | Lovebox                           | 41                 | 3                                     | 15                     |
| 2004   | The Best of Groove Armada         | 6                  | —                                     | 26                     |
| 2007   | Soundboy Rock                     | 10                 | 10                                    | 30                     |
| 2007   | GA10: 10 Year Story               | —                  | —                                     | —                      |
| 2010   | Black Light                       | —                  | —                                     | —                      |

### Kompilacije
- 2000 Back to Mine (Groove Armada)
- 2002 Another Late Night (Groove Armada)
- 2002 The Dirty House Session
- 2004 Doin' It After Dark Vol 1
- 2004 Doin' It After Dark Vol 2
- 2004 Essential Summer Groove
- 2008 Late Night Tales (Groove Armada)
- 2008 Groove Armada Presents Lovebox Festivals & Fiestas

### Singlovi
| Godina | Singlovi                                                | Engleska lista singlova | Italijanska lista singlova | Američka lista singlova | Irska lista singlova | Australijska lista singlova | Albumi                            |
| ------ | ------------------------------------------------------- | ----------------------- | -------------------------- | ----------------------- | -------------------- | --------------------------- | --------------------------------- |
| 1997   | "At the River"                                          | 19                      | —                          | —                       | —                    | —                           | Non-album single                  |
| 1997   | "Four Tune Cookie"                                      | —                       | —                          | —                       | —                    | —                           | Non-album 12" vinyl               |
| 1997   | "Captain Sensual"                                       | —                       | —                          | —                       | —                    | —                           | Northern Star                     |
| 1997   | "M2 Many"                                               | —                       | —                          | —                       | —                    | —                           | Northern Star                     |
| 1999   | "Innocence is Lost" (featuring Boy George)              | —                       | —                          | —                       | —                    | —                           | Non-album 12" promo               |
| 1999   | "If Everybody Looked the Same"                          | 25                      | —                          | —                       | —                    | —                           | Vertigo                           |
| 1999   | "At the River" (re-release)                             | 19                      | —                          | —                       | —                    | —                           | Vertigo                           |
| 1999   | "I See You Baby" (featuring Gram'ma Funk)               | 17                      | —                          | 12                      | —                    | 11                          | Vertigo                           |
| 2001   | "Superstylin'"                                          | 12                      | 37                         | 40                      | —                    | 49                          | Goodbye Country (Hello Nightclub) |
| 2001   | "My Friend"                                             | 36                      | 10                         | —                       | —                    | —                           | Goodbye Country (Hello Nightclub) |
| 2002   | "Purple Haze"                                           | 36                      | 38                         | —                       | —                    | —                           | Lovebox                           |
| 2002   | "Final Shakedown"                                       | —                       | —                          | —                       | —                    | —                           | Lovebox                           |
| 2003   | "Easy"                                                  | 31                      | 44                         | 5                       | —                    | —                           | Lovebox                           |
| 2003   | "But I Feel Good"                                       | 50                      | —                          | —                       | —                    | —                           | Lovebox                           |
| 2003   | "Fireside Favourites EP"                                | —                       | —                          | —                       | —                    | —                           | Non-album single                  |
| 2004   | "I See You Baby" (re-issue)                             | 11                      | —                          | —                       | 16                   | —                           | The Best of Groove Armada         |
| 2007   | "Get Down"                                              | 9                       | 22                         | —                       | 48                   | 33                          | Soundboy Rock                     |
| 2007   | "Song 4 Mutya (Out of Control)" (featuring Mutya Buena) | 8                       | 49                         | —                       | 26                   | 24                          | Soundboy Rock i Real Girl         |
| 2008   | "Love Sweet Sound" (download-only)                      | —                       | —                          | 21                      | —                    | —                           | Soundboy Rock                     |
| 2008   | "Feel the Same" (featuring Angie Stone; download-only)  | —                       | —                          | —                       | —                    | —                           | Non-album single                  |
| 2009   | "Drop the Tough EP"                                     | —                       | —                          | —                       | —                    | —                           | Bacardi B-LIVE Promo              |
| 2009   | "I Won't Kneel"                                         | —                       | —                          | —                       | —                    | —                           | Black Light                       |

## Ostalo
Od 1995. do 2000, Endi Kato je bio učesnik na projektu 'Maders Prajd' (engl. Mother's Pride) i 'Katara' (engl. Qattara), i producirao solo projekte pod pseudonimima 'Saija' (engl. Caia) i 'Džrnimen di-džej' (engl. Journeyman DJ). 
2002. Kato je sarađivao sa 'Rejčel Foster' (engl. Rachel Foster), radeći produkciju na njenom albumu 'Pursvit ov Hepines' (engl. Pursuit of Happiness) pod imenom 'Vikend Plejers' (engl. Weekend Players).
Takođe je sarađivao sa 'Sofi Elis-Bekstor' (engl. Sophie Ellis-Bextor) na njenom albumu 'Šut From D Hip' engl. Shoot From The Hip), i realizovao svoj prvi solo projekat pod svojim imenom 'La Luna'. 
Kato je sarađivao i sa 'Rozin Marfi' (engl. Rosin Murphy) na njenom albumu 'Ouverpauverd' (engl. Overpowerd), producirajući singlove '' i ''
Tom Findli sa Tomom Hjustonom, čini duo 'Šugardedi' (engl. Sugardaddy) koji su u saradnji sa Kiling Lijem napravili muzičku internet daunloud (engl. download) prodavnicu Tjuntrajb (engl. Tunetribe).

## Iskorišćene numere
- Pesma  se pojavljuje u video-igrici Rayman 3: Hoodlum Havoc u uvodnoj špici.
- je pesma korišćena u Holivudskom filmu Collateral.
- Pesma  je glavna numera u filmu Lara Croft: Tomb Raider.
- Pesma  je takođe osnovna numera u Kevin And Perry Go Large.

## Spoljašnje veze
- Zvanični sajt Архивирано на веб-сајту  (4. јануар 2010)
- Zvanična MySpace stranica
- Uživo na